# Fabian Beqja
Fabian Beqja (født 15. februar 1994 i Durrës, Albanien) er en albansk fodboldspiller, der spiller for Teuta Durrës i Albanien.

## Klubkarriere
Beqja startede karrieren i 2011, hvor han som 17-årig startede på Teuta Durrës' U19 hold. Her scorede han i sin første sæson 2 mål i 21 kampe. Sæsonen efter scorede han suveræne 15 mål i 27 kampe, som resulterede i interesse fra førsteholdet.
I sommerpausen 2013 blev han rykket op på førsteholdet. Den 23. oktober 2013 fik han sin debut for klubben i en cup kamp imod Besëlidhja Lezhë.